# Циклон Б
Циклон Б (на немски: Zyklon B) е пестицид. Основно приетата теория е, че е използван за убийства на хора в газови камери по време на Холокостта. 
1. Дегуса е основана на 18 януари 1873 под името Deutsche Gold- und Silber-Scheideanstalt във Франкфурт на Майн. Дегуса е свързана индиректно с производството на „Циклон Б“. Патентът за този отровен газ е на името на Дегеш (Dеutsche Gesellschaft für Schädlingsbekämpfung). „Циклон Б“ е произвеждан в Дeсау, доставян на Дегеш, която от своя страна го доставя на трета фирма, снабдяваща концлагера Аушвиц с отровата. След войната директорите на Дегуса са оправдани по обвинението, че са знаели, какво е било истинското предназначение на „Циклон Б“. Историята отново става предмет на обсъждане през 2003 г. При строежа на паметника за избитите евреи в Берлин се оказва, че Дегуса доставя специалния защитен продукт против графити (PROTECTOSIL).